# Frederic Van Den Heede
Frederic Van Den Heede (21 maart 1974) is een Belgische atleet. Hij is gespecialiseerd in de 5000 m en de marathon. De atleet verloor zijn rechterhand bij een arbeidsongeval.
Van Den Heede kwam voor België uit op de Paralympische Zomerspelen 2008 in Peking op de 5000 m klasse T46 en op de marathon klasse T46, de klassen voor sporters met een amputatie. Vier jaar later nam hij opnieuw deel aan de Paralympische Zomerspelen. Hij pakte er een bronzen medaille op de marathon in een persoonlijke besttijd.

## Palmares
- 7e, Marathon, Paralympische Spelen 2008 in 2:37.03
- 12e, 1500m, Paralympische Spelen 2008 in 15.39,00
- , Marathon,  Paralympische Spelen 2012 in 2:31.38